# Pedro Larraquy
Pedro Omar Larraquy (Buenos Aires, 13 giugno 1956) è un allenatore di calcio ed ex calciatore argentino, di ruolo centrocampista.

## Carriera

### Club
Oltre una breve esperienza al San Lorenzo de Almagro, ha giocato solamente con il Vélez.

### Nazionale
Conta 3 presenze con la Nazionale argentina.